# Bachir Mecheri
Bachir Mecheri, surnommé Baby, est un footballeur international algérien né le 5 juillet 1967 à Oran. Il évoluait au poste d'avant centre.

## Biographie
Bachir Mecheri reçoit une seule et unique sélection en équipe d'Algérie. Il s'agit d'un match amical disputé contre le Qatar, le 30 juillet 1989 (score : 1-1).
Le 6 août 1987, il se met en évidence avec l'équipe d'Algérie B, en inscrivant un doublé face à la Thaïlande (victoire 7-0).
En club, il évolue avec le MC Oran et le MC Alger. Il remporte notamment, avec le club oranais, deux titres de champion d'Algérie.
A compter d'octobre 2019, il entraîne le club du MC Oran.

## Palmarès
- Champion d'Algérie en 1988, 1992 et 1993 avec le MC Oran.
- Vice-champion d'Algérie en 1985, 1987, 1990 et 2000 avec le MC Oran.
- Vainqueur de la Coupe d'Algérie en 1985 avec le MC Oran.
- Vainqueur de la Coupe de la Ligue d'Algérie en 1998 avec le MC Alger.
- Finaliste de la Coupe de la Ligue d'Algérie en 2000 avec le MC Oran.
- Finaliste de la Supercoupe d'Algérie en 1992 avec le MC Oran.
- Finaliste de la Coupe des clubs champions africains en 1989 avec le MC Oran.
- Vainqueur de la Supercoupe arabe en 1999 avec le MC Oran.